# Harráni csata
A harráni csata 1104. május 7-én zajlott le Antióchiai Fejedelemség és Edesszai Grófság keresztes államai, valamint a szeldzsuk törökök között. Ez volt az első nagyobb csata az újonnan alapított keresztes államok ellen az első keresztes hadjáratot követően, és kulcsfontosságú fordulópontot jelentett a frank terjeszkedés ellen. A csata katasztrofális hatással volt az Antióchiai Fejedelemségre, mivel a törökök visszaszerezték a korábban elvesztett területeket.

## Háttér
1104-ben az edesszai II. Balduin megtámadta és ostrom alá vette Harrán városát. Balduin további támogatásért  I. Bohemond, antiochiai és Tancred, galileai herceg  segítségét kérte. Bohemond és Tancred Antiochiából északra, Edesszába vonult, hogy csatlakozzon Balduinhoz és Joscelinhez, Valence-i Bernard antiochiai pátriárka, Pisai Daimbert jeruzsálemi pátriárka és Benedek, Edessza érseke kíséretében.
A szeldzsukok a Hábúr folyó környékén gyűltek össze. 1104 májusában megtámadták Edesszát, talán azért, hogy elvonják a keresztesek figyelmét Harránról, vagy azért, hogy elfoglalják a várost, miközben a keresztesek máshol voltak lefoglalva.

## A csata
Ibn al-Qalanisi szerint Tancred és Bohemund az ostrom alatt érkeztek Edesszába, de a Chronicon ad annum Christi 1234 pertinens  krónika szerint ők érkeztek meg először Harrán kapujához. Mindenesetre a szeldzsukok visszavonulást színlelve ellovagoltak a keresztesek elől, és a keresztesek pedig követték őket.
A szeldzsukok az előzetes összecsapásokban visszavonulást színleltek, míg a keresztesek folytatták üldözésüket dél felé. A kortárs Edesszai Máté krónikás két napos üldözésről számol be, míg Caeni Ralph három naposról számol be. Ibn al-Athir szerint a fő csatát Harrántól tizenkét kilométerre vívták.
A legtöbb történész elfogadja Aacheni Albert és Foucher de Chartres beszámolóját, akik a csatát a Rakka városával szemben elterülő síkságra helyezik. Rakka körülbelül két napnyira van Harrántól.
Baldwun és Joscelin az edesszai balszárnyat, míg Bohemond és Tancred az antiochiai jobbszárnyat irányította. Caeni Ralph szerint a keresztes lovagokat váratlanul érte, amikor a szeldzsukok harcba kezdtek ellenük, olyannyira, hogy Balduin és Bohemond páncél nélkül harcoltak..
A csata során Balduin csapatait teljesen szétverték, Balduint és Joscelint a törökök elfogták. Az antiochiai csapatok Bohemonddal együtt Edesszába tudtak menekülni. Bár váltságdíjat fizettek, Joscelint és Balduint csak valamikor 1108-1109 táján engedték szabadon.

## A csata jelentősége
A csata az egyik első döntő keresztes vereség volt, amely súlyos következményekkel járt az Antióchiai Fejedelemségre nézve. A Bizánci Birodalom kihasználta a vereséget, hogy Antióchiára érvényesítse igényeit, és visszafoglalta Latakiát és Kilikia egyes részeit. Az Antióchia által uralt városok közül sok fellázadt, és az Aleppóból érkező muszlim csapatok visszafoglalták őket. Az örmény területek is fellázadtak a bizánciak vagy Örményország javára. Ezek az események ráadásul arra késztették Bohemundot, hogy visszatérjen Itáliába, hogy újabb csapatokat toborozzon, és Tancredet hagyta Antióchia régenseként.
Türuszi Vilmos azt írta, hogy nem volt ennél katasztrofálisabb csata. Bár Antióchia a következő évre magához tért, I. Alexiosz Komnénosz bizánci császár rákényszerítette Bohemondra a devoli szerződést, amely Antióchiát a birodalom vazallusává tette volna, ha Tancred beleegyezik. Antióchiát ismét legyőzték az Ager Sanguinis-i csatában 1119-ben. Edessza soha nem áll helyre igazán, és csupán 1144-ig maradt fenn, de csak a muszlimok közötti széthúzás miatt.

## Fordítás
Ez a szócikk részben vagy egészben  a   Battle of Harran című angol Wikipédia-szócikk ezen változatának fordításán alapul.  Az eredeti cikk szerkesztőit annak laptörténete sorolja fel. Ez a jelzés csupán a megfogalmazás eredetét és a szerzői jogokat jelzi, nem szolgál a cikkben szereplő információk forrásmegjelöléseként.